# Nuestra Señora de Belén de Popayán
Nuestra Señora de Belén es una advocación de la Virgen María venerada en la ciudad de Popayán, capital del departamento del Cauca en Colombia. Estando ubicado su templo principal de culto en el Santuario de Belén, a cuyo patrocinio está dedicada la capilla desde el siglo XVII.
La imagen original reposa sobre la capilla lateral del costado norte del Santuario de Belén, permaneciendo ahí todos los días del año a excepción de su fiesta patronal, en la que es bajada en procesión a la Iglesia de San Francisco en pleno Centro Histórico de Popayán.

## Historia

### Antecedentes
La colina de Belén hasta antes del siglo XVII, era conocida por los pobladores del sector aledaño del Altozano como un sitio donde se acudía durante las fiestas navideñas, ya que en su cima se erigía una pequeña choza pajiza donde los devotos ascendían por medio de un sinuoso camino conocido como los Quingos y armaban un rústico pesebre, realizando actos culturales en torno al nacimiento de Cristo.

### SigloXVII
Fue a fines de la mitad del siglo XVII, cuando don Juan Antonio de Velasco junto con su esposa Gerónima de Velasco y Noguera viendo la gran devoción que suscitaba estos actos de piedad en la colina de Belén, decidieron financiar la construcción de un recinto más digno para la veneración popular. 
Por lo que en 1679 se compraron los terrenos de la colina en torno a la choza pajiza y se pidió el permiso episcopal al obispo de Popayán don Cristóbal Bernaldo de Quirós quien otorgó las licencias necesarias para la edificación, cuyas obras iniciaron en 1681 y la primera piedra fue puesta el 1 de septiembre de ese año.Culminándose la capilla hacia 1689.
Para el patronazgo del nuevo templo se decidió consagrarlo a la protección de la Virgen María, por lo que se encargó a la Escuela Quiteña una hermosa imagen de la Virgen María que arribó a la ciudad al poco tiempo. Siendo dedicada la capilla de la colina al amparo de la advocación de Nuestra Señora de Belén, fundándose en 1687 una cofradía denominada como de Jesús María y José dedicada a su cuidado y a la propagación de su devoción.
De aquella disuelta organización colonial se refundó en tiempos contemporáneos la Junta de Nuestra Señora de Belén como entidad sucesora para la continuación de sus fiestas patronales.

## Características

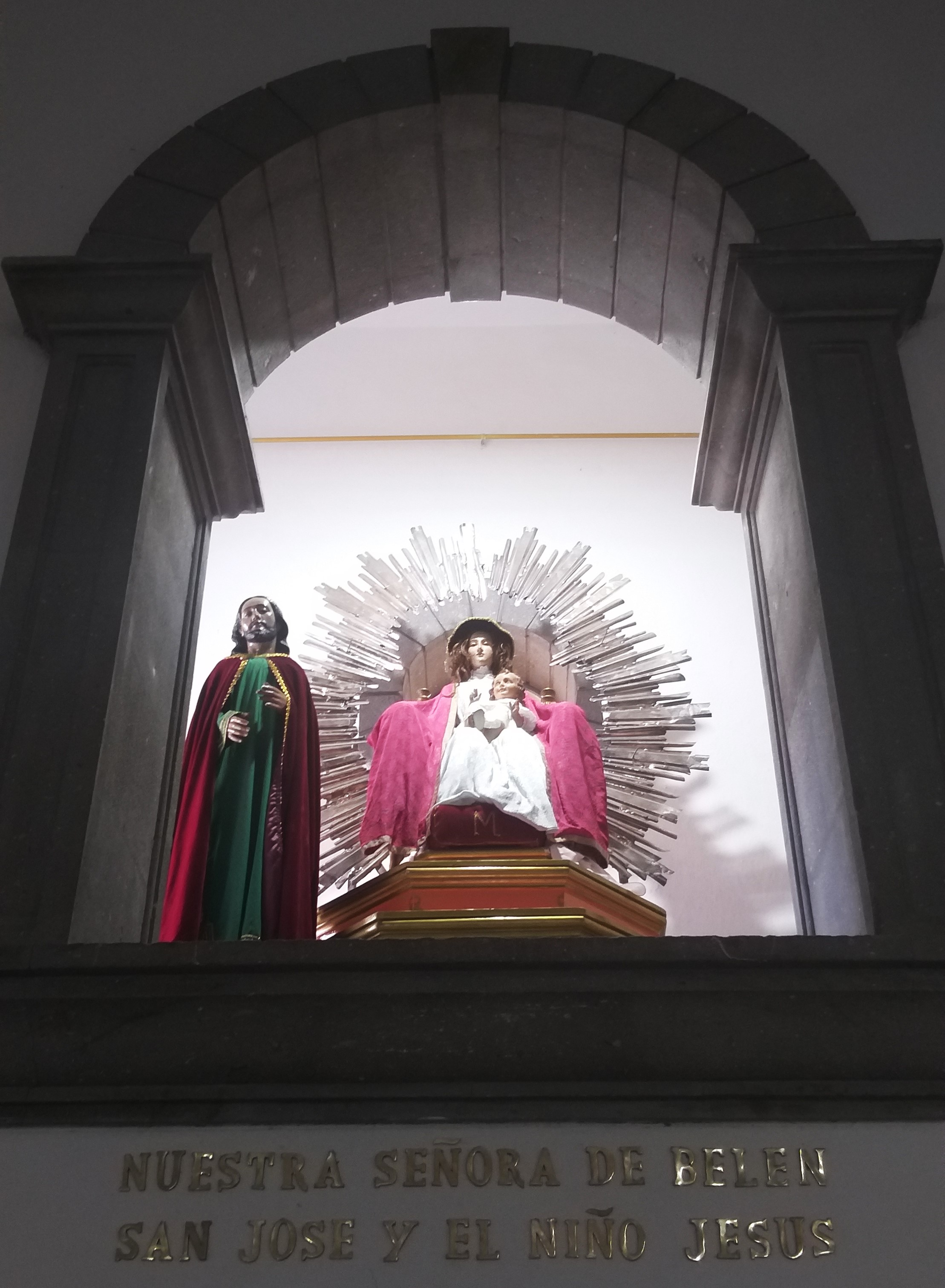
Nicho de Nuestra Señora de Belén en el costado norte de su Santuario.

La imagen es una talla para vestir que solo tiene tallados el busto, las manos y los pies. Representa a la Santísima Virgen María sentada en un elaborado trono barroco forrado en pan de oro, en su cabeza adornada de cabello real donado suele portar un sombrero negro de campesino, que simboliza el viaje que emprende hacia Belén o en su fiesta patronal porta una esbelta Corona Imperial de oro hecha por el maestro orfebre Rafael Paz.
Durante casi todo el año la virgen porta en su regazo una canasta con ropa de bebé simbolizando su embarazo y la espera por el nacimiento de Jesús, al llegar su fiesta patronal lleva al Niño Jesús en sus piernas que significa su venida al mundo y su alumbramiento durante la Natividad. 
Además de estar siempre rodeada de un resplandor de rayos hechos en plata, lo cual es un rasgo muy tradicional en las vírgenes payanesas. Contando con una luna bajo sus pies.
Cuando se le da veneración en el Santuario de Belén, la virgen siempre suele estar acompañada a su diestra por San José, una imagen también quiteña del siglo XVII con un sombrero de peregrino, una bolsa con los pañales para el niño y su bastón de azucenas florecidas. Formando en conjunto la Sagrada Familia.

## Festividades de la Virgen de Belén
Establecidas desde el año de 1689 en la pequeña capilla, las  fiestas de Nuestra Señora de Belén fueron ganando más reconocimiento y apoyo entre las gentes de Popayán y sus alrededores, así como la consiguiente Navidad que reunía a muchas gentes en torno a la oración y el festejo entre cohetes, comida y música, en especial la de chirimía que amenizaba las celebraciones.
Actualmente la fiesta patronal se divide en 2 procesiones, una de subida y otra de bajada, en las que la virgen de Belén junto con otros pasos recorren el centro histórico en compañía de bandas y chirimías que rememoran sus inicios coloniales.

### Procesión de Bajada de la Virgen de Belén

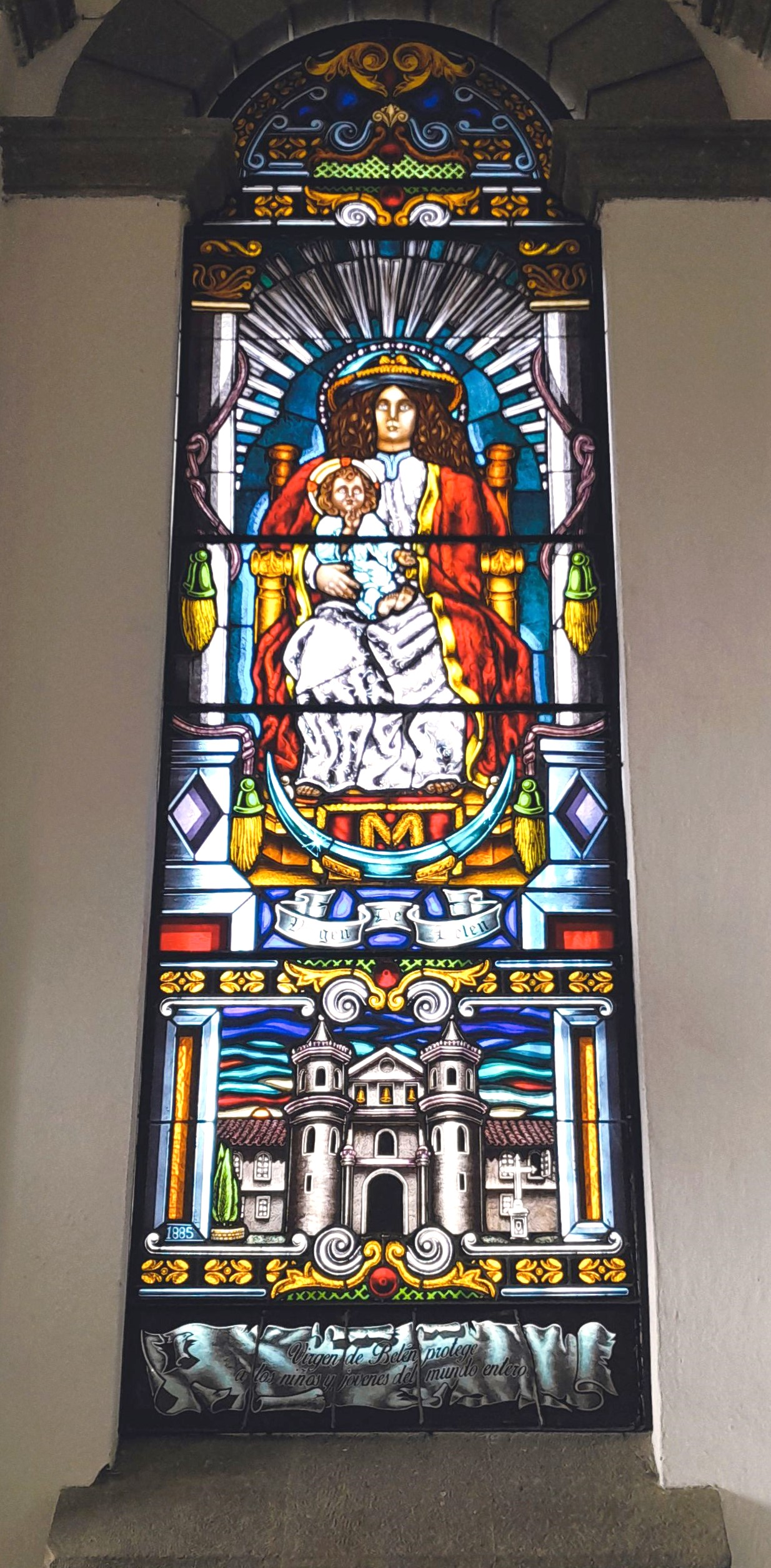
Vitral dedicado a Nuestra Señora de Belén en su Santuario

Iniciando el Santuario de Belén y terminando en la Iglesia de San Francisco. Se realiza usualmente la procesión de bajada el penúltimo domingo del mes de diciembre antes de navidad.
Orden del desfile:
- Cruz procesional
- Cura rector del Santuario de Belén.
- Bastón de cintas portado por niños vestidos de ángeles
- Chirimía Juvenil de Popayán
- Ángel de Nazareth con la Estrella de David. (Imagen payanesa esculpida por el español José Lamiel. Siglo XX. Perteneció originalmente al paso de la oración del miércoles Santo.)[5]
- Arcángel San Uriel.
- Bastón de cintas portado por niñas vestidas de sahumadoras
- San Joaquín.
- Chirimía Tradicional de Popayán
- Bastón de cintas portado por niñas vestidas de Bambuco Caucano
- Santa Ana y la Niña María. (Imágenes quiteñas. Siglo XVIII)
- Arcángel San Gabriel.
- Bastón de cintas portado por niños representando un pesebre
- San Zacarias.
- Chirimía Grupo Folklórico ''Los Camilos''
- San José. (imagen quiteña. Siglo XVII)
- Nuestra Señora de Belén. (imagen quiteña. Siglo XVII)
- Chirimía Tradicional de Popayán

### Procesión de Subida de la Virgen de Belén

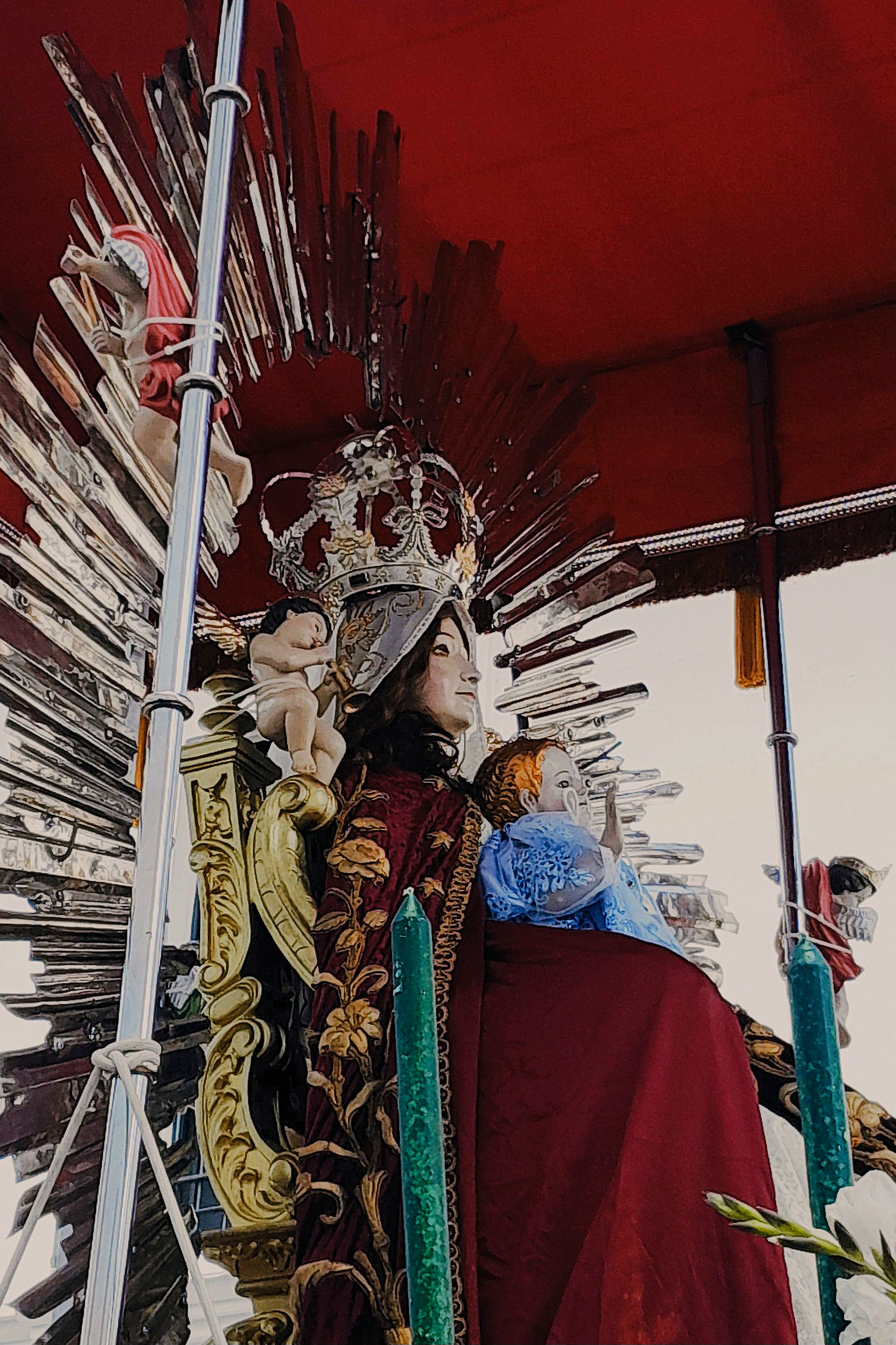
Nuestra Señora de Belén durante su procesión de subida

Iniciando en la Iglesia de San Francisco. y terminando en el Santuario de Belén. Se realiza usualmente el último domingo del mes de diciembre antes de navidad, que es la Fiesta Patronal de la Virgen
Orden del desfile:
- Cruz procesional
- Ángel de Nazareth con la Estrella de David. (Imagen payanesa esculpida por el español José Lamiel. Siglo XX. Perteneció originalmente al paso de la oración del miércoles Santo.)[5]
- Arcángel San Gabriel.
- Arcángel San Rafael.
- Arcángel San Miguel.
- San Zacarias.
- San Joaquín.
- Chirimía junto a bailes típicos del Cauca como el Bambuco.
- Santa Ana y la Niña María.
- Ángel de la Paz.
- San José. (imagen quiteña. Siglo XVII)
- Representación del pesebre por niños.
- Chirimía Tradicional de Popayán
- Nuestra Señora de Belén. (imagen quiteña. Siglo XVII. Corona Imperial fabricada por Rafael Paz)